# Бадальянц, Хорен Азарапетович
Хорен Азарапетович Бадальянц — советский хозяйственный, государственный и политический деятель, Герой Социалистического Труда.

## Биография
Родился в 1933 году в Ростове-на-Дону. Член КПСС.
С 1956 года — на хозяйственной, общественной и политической работе. В 1956—1991 гг. — дублёр бригадира смены электролизного цеха Волховского алюминиевого завода, мастер и старший мастер смены участка спекания, начальник глиноземного цеха никелевого завода, главный инженер завода, директор Пикалёвского глиноземного завода, директор Пикалёвского производственного глинозёмного объединения имени 50-летия СССР Министерства цветной металлургии СССР.
Указом Президиума Верховного Совета СССР от 29 апреля 1986 года присвоено звание Героя Социалистического Труда с вручением ордена Ленина и золотой медали «Серп и Молот».
Почётный гражданин города Пикалёво.
Умер в Пикалёво в 1992 году.